# Gertrudisstift

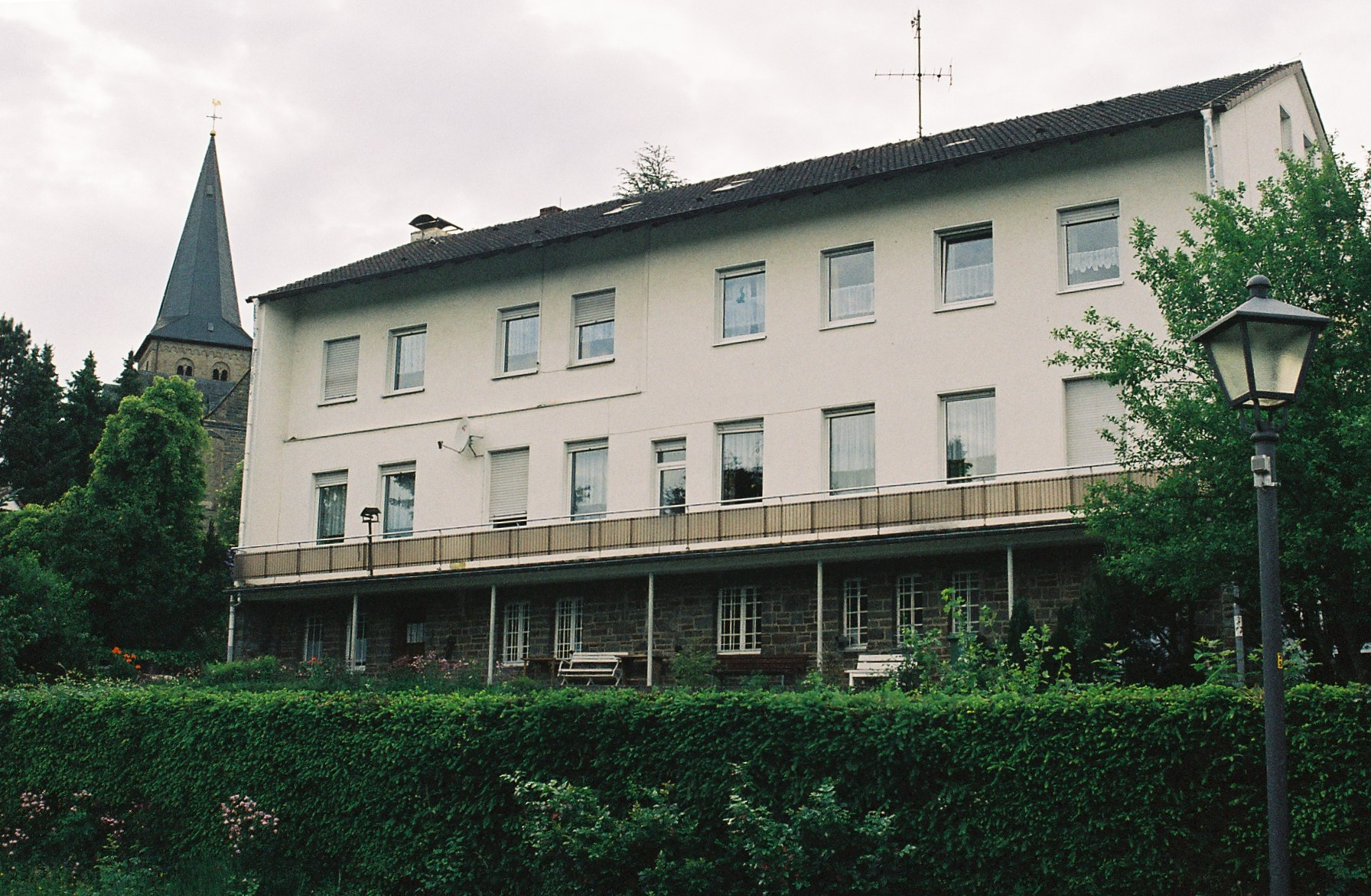
Gertrudisstift – im Hintergrund der Turm der Kath. Pfarrkirche St. Severin

Das Gertrudisstift ist ein Stift in der Gemeinde Ruppichteroth. Gegründet wurde es im Jahre 1916 von Pfarrer Heinrich Stommel aus Amerika.
Stommel stammte aus Ruppichteroth, war nach Amerika ausgewandert und machte seiner Heimatgemeinde mehrere Stiftungen. Auf Wunsch des dortigen Pfarrers Dechant Lapp stiftete er auch für das Haus des Stifts einen nicht unerheblichen Beitrag. Es sollte den Namen seiner Schwester tragen.
Am 16. Juli 1916 zogen vier Schwestern des Ordens vom Kostbaren Blut mit der Generaloberin Mutter Paula und der Generalökonomin Mutter Bernardine in das Haus ein. Die Schwestern wirkten als Krankenschwestern, Kindergärtnerinnen und Nählehrerinnen. Die wirtschaftliche Versorgung war teilweise karg, man war froh über die Schenkung einer Kuh. Nach dem Zweiten Weltkrieg wurde den Schwestern von der Gemeinde Ruppichteroth kurzfristig auch die Fürsorge für das dortige Krankenhaus angetragen.
Nach Oberin Editha wurde 1946 Schwester Aureliana das Amt der Oberin übertragen. 1950 beantragte das Stift, das Gebäude als Altersheim nutzen zu dürfen, um aus der Altenpflege Erträge zu erzielen. Die damalige Stiftung von Pfarrer Stommel war durch Inflationen und Währungsreformen wertlos geworden. Da der Plan von der Kirchengemeinde aber mangels Kapital bzw. wegen anderer Aufgaben nicht verfolgt wurde, kündigte der Orden 1958 den Vertrag über das Haus, das der Kirchengemeinde gehörte. Aufgrund der hohen Renovierungskosten von 150.000 Mark schenkte die Pfarrgemeinde das Haus 1958 dem Stift. 1959 ließ der Orden einen Neubau mit einer Kapelle errichten.
Heute wohnen noch einige Ordensschwestern im Stift.